# سن پطرزبورگ (فیلم)
سن پطرزبورگ فیلم کمدی به کارگردانی بهروز افخمی، نویسندگی پیمان قاسم‌خانی و مهراب قاسم‌خانی و تهیه‌کنندگی حمید اعتباریان محصول سال ۱۳۸۸ کشور ایران است.

## خلاصه داستان
دو خلافکار خرده‌پا از وجود گنجی با کلید عقاب دو سر که میراث تزار روسیه است، با خبر می‌شوند. هر دو در تلاش برای به دست آوردن گنج، با اتفاقاتی روبه رو می‌شوند.

## بازیگران
- محسن تنابنده در نقش کریم
- امین حیایی در نقش قاتل
- پیمان قاسم‌خانی در نقش فرشاد
- بهاره رهنما در نقش رعنا
- شیلا خداداد در نقش زهره
- اندیشه فولادوند در نقش کتی
- سروش صحت در نقش اسد باغبان
- امید روحانی در نقش عمو ژرژیک
- کیانوش گرامی در نقش زندانی
- مهدی دانایی‌مقدم در نقش کارمن
- نعیمه نظام‌دوست در نقش خدمتکار
- بابک برزویه در نقش رافیک
- اردشیر کاظمی در نقش آرشیدوک
- سید ابراهیم بحرالعلومی در نقش مدیر آسایشگاه سالمندان
- مجید شهریاری در نقش مداح بهشت زهرا
- علی‌اصغر طبسی در نقش صاحب آژانس املاک
- آرش تاج تهرانی در نقش گارنیک
- یوسف قربانی در نقش پیرمرد آسایشگاه
- محمود بنفشه‌خواه

## افتخارات
| ۱۳۹۰ | دوازدهمین دوره جشن حافظ |                         |               |          |
| ۱۳۹۰ | دوازدهمین دوره جشن حافظ | بهترین بازیگر مرد سینما | محسن تنابنده  | نامزدشده |
| ۱۳۹۰ | دوازدهمین دوره جشن حافظ | بهترین موسیقی متن       | کارن همایون‌فر | نامزدشده |